# Le (film)
Le är en svensk kortfilm från 2005.

## Handling
Le handlar om en äldre dam som trött på livet möter en liten flicka fylld av liv. En ordlös kommunikation uppstår mellan dem och värmer.

## Om filmen
Regisserad av Henrik JP Åkesson som regidebuterade med Le 2005. Sedan premiären på en liten regional filmfestival har filmen bland annat vunnit pris för bästa film på Novemberfestivalen i Trollhättan, visats på Kunskapskanalen i filmprogrammet Garage om Film och sålts till viasat TV1000.

## Rollista (i urval)
- Bojan Westin
- Astrid Wemö